# Argentina nos Jogos Olímpicos da Juventude
A Argentina participou pela primeira vez dos Jogos Olímpicos da Juventude em 2010.
Atletas argentinos ganharam um total de 5 medalhas nos Jogos Olímpicos de Verão da Juventude.  A nação ainda não ganhou medalhas nos Jogos Olímpicos de Inverno da Juventude.
O Comitê Olímpico Nacional da Argentina foi criado e reconhecido em 1923.

## Quadro de Medalhas

### Medalhas por Jogos de Verão
| Jogos          | Ouro | Prata | Bronze | Total |
| Singapura 2010 | 1    | 2     | 2      | 5     |
| Total          | 1    | 2     | 2      | 5     |

### Medalhas por Esporte
| Jogos                | Ouro | Prata | Bronze | Total |
| Atletismo            | 1    | 0     | 0      | 1     |
| Boxe                 | 0    | 0     | 1      | 1     |
| Hóquei sobre a grama | 0    | 1     | 0      | 1     |
| Taekwondo            | 0    | 0     | 1      | 1     |
| Voleibol             | 0    | 1     | 0      | 1     |
| Total                | 1    | 2     | 2      | 5     |

### Medalhistas
| Edição                                       | Medalha | Nome | Esporte              | Evento                              |
| -------------------------------------------- | ------- | --- | -------------------- | ----------------------------------- |
| Verão de 2010 (1 Ouro, 2 Pratas e 2 Bronzes) | Ouro    | Braian Toledo | Atletismo            | Lançamento de dardo masculino       |
| Verão de 2010 (1 Ouro, 2 Pratas e 2 Bronzes) | Prata   | Antonella Brondello Victoria Cabut Rocío Emme Rocío Broccoli Julia Castiglione Carla de Iure Agustina Albertarrio Antonieta Bianchi Eugenia Garrafo Jimena Cedres Sol Fernández María Baldoni Florencia Habif Camila Bustos Agustina Álvarez Agustina Mama | Hóquei sobre a grama | Torneio Feminino de Hóquei          |
| Verão de 2010 (1 Ouro, 2 Pratas e 2 Bronzes) | Prata   | Mauro Llanos Luciano Verasio Leonardo Plaza Federico Martina Gonzalo Lapera Ramiro Núñez Esteban Martínez Gonzalo Quiroga Tomás Ruiz Ezequiel Palacios Nicolás Méndez Damián Villalba                                                                      | Voleibol             | Torneio Masculino de Voleibol       |
| Verão de 2010 (1 Ouro, 2 Pratas e 2 Bronzes) | Bronze  | Fabián Maidana | Boxe                 | Peso meio-médio-ligeiro (até 64 kg) |
| Verão de 2010 (1 Ouro, 2 Pratas e 2 Bronzes) | Bronze  | Lucas Guzmán | Taekwondo            | Até 48 kg masculino                 |